# Ієремиїл

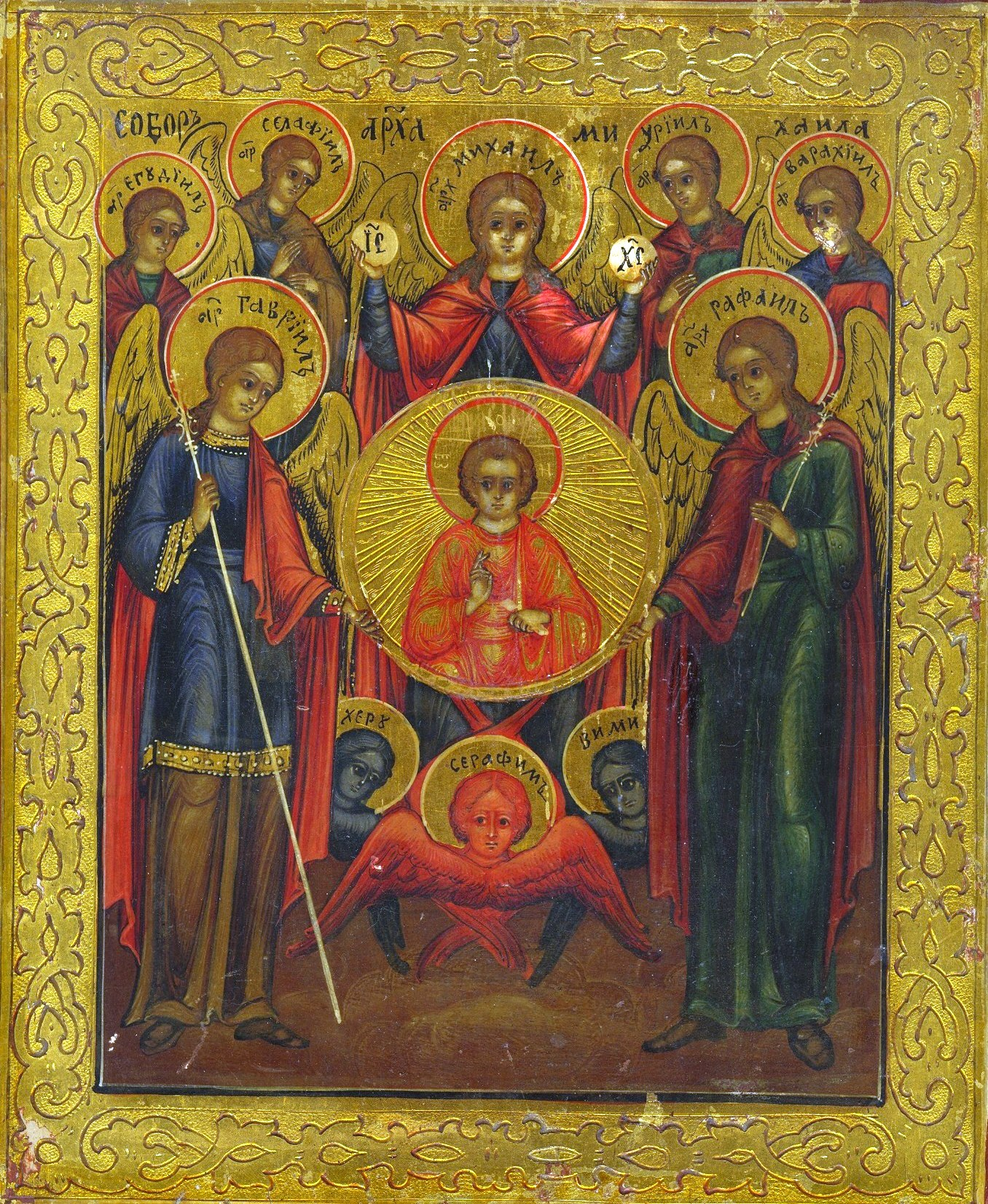
Архангели

Ієремиї́л, Єрахмае́ль – в перекладі з давньоєврейської мови означає — висоти Господні.
Його ім'я згадується в  третій книзі Ездри (що відома також як четверта книга Ездри), що не увійшла до біблійного канону: "Чи не про те саме запитували душі праведних у затворах своїх, говорячи: “доки таким чином будемо ми надіятися? І коли плід нашої відплати?” На це відповів мені Ієремиїл архангел: “коли виповниться число насінин у вас, бо Всевишній на терезах зважив вік цей, і мірою виміряв часи, і числом обчислив години, і не посуне і не прискорить доти, доки не виповниться визначена міра” (3 Езд. 4, 35-37). "
Тут він разом з архангелом Уриїлом приходив до пророка Ездри і відповідав на його питання про кінець світу.
Традиційно архангела Ієремиїла зображують на іконах де він тримає ваги в правій руці.
Архангел Ієремиїл, за переказами, надсилається до людини для сприяння його повернення до Бога. Архангел Божий не тільки відкриває похмуру перспективу гріховного світу, але також допомагає побачити в світі святі зерна життя вічного. Ангели покаяння перебувають у підпорядкуванні Архангела Ієремиїла. Вони нагадують людині про забуті гріхи, допомагають при сповіді, покаяння, причасті, дають людині сили для внутрішньої роботи і перебувають поруч у момент його молитви.